# Samsung Galaxy 3
De Samsung Galaxy 3 (ook: Samsung i5800, Samsung Galaxy Teos, Samsung Galaxy Apollo), is een smartphone van Samsung die draait op het opensourcebesturingssysteem Android. De telefoon werd in juli 2010 aangekondigd en op de markt gebracht en is de opvolger van de Galaxy Spica.
De telefoon is een budgettoestel in de middenmarkt, ontworpen voor de massa en heeft daarmee diverse compromissen ten opzichte van de Galaxy S qua hardware. Een variant van de Galaxy 3, de Galaxy Apollo (i5801), heeft een andere voorkant.

## Functies
De Galaxy 3 is een 3.5G-smartphone met quadband gsm en twee-band HSDPA (900/2100) op 3,6 Mbps. De telefoon heeft een Amoled capacitief touchscreen van 8,1 cm (3,2 inch) en een 3,2 megapixel-autofocuscamera. De Galaxy 3 heeft een Samsung 667MHz-processor met 256MB RAM en een schermresolutie van 240 x 400 pixels en 16 miljoen kleuren. De telefoon draait op Android 2.1 Eclair en TouchWiz 3.0.
De CPU-kloksnelheid is langzamer dan de voorgaande Spica-telefoon (667 tegenover 800 MHz).
In april 2011 werd Android 2.2 (Froyo) beschikbaar voor de Samsung i5800, te verkrijgen via Samsung Kies.
Galaxy ·
Galaxy 3 ·
Galaxy 5 ·
Ace 2 ·
Ace plus ·
Ace ·
Beam ·
Core ·
Express ·
Fit ·
Fame ·
Gio ·
Grand ·
Mega ·
Mini ·
Nexus ·
Note ·
Note 2 ·
Note 3 ·
Player ·
Pocket ·
Pocket 2 ·
Portal ·
Prevail ·
R ·
TxT ·
Spica
W ·
Xcover ·
Y ·
Y2

A-serie:
A3 ·
A5 ·
A6 ·	
A7 ·
A8 ·
A9 ·
A00 ·
A10 ·
A20 ·
A30 ·
A40 ·
A50 ·
A60 ·
A70 ·
A80 ·
A90

S-serie:
Galaxy S ·
S Plus ·
S Advance ·
S Duos ·
S II ·
S II Plus ·
S III ·
S III Mini ·
S4 ·
S4 Mini ·
S5 ·
S5 Mini ·
S5 Plus ·
S5 Neo · 
S6 ·
S7 ·
S8 ·
S9 ·
S10 ·
S20 ·
S21 ·
S22 ·
S23 ·
S24